# Richard T. James
Richard Thomas James (* 27. Februar 1910 in Portland, Jay County, Indiana; † 27. Oktober 1965 in Indianapolis, Indiana) war ein US-amerikanischer Politiker. Zwischen 1945 und 1948 war er Vizegouverneur des Bundesstaates Indiana.

## Werdegang
Richard James absolvierte die Portland High School. Nach einem anschließenden Jurastudium an der Western Reserve University in Cleveland und seiner Zulassung als Rechtsanwalt begann er in Portland in diesem Beruf zu arbeiten. Gleichzeitig schlug er als Mitglied der Republikanischen Partei eine politische Laufbahn ein. Im Jahr 1934 wurde er in das Repräsentantenhaus von Indiana gewählt. Dort blieb er bis 1936. Zwischen 1938 und 1940 war er stellvertretender Secretary of State von Indiana. Von 1941 bis 1945 bekleidete er das Amt des State Auditor.
1944 wurde James an der Seite von Ralph F. Gates zum Vizegouverneur seines Staates gewählt. Dieses Amt bekleidete er zwischen dem 8. Januar 1945 und dem 10. Januar 1948, nach anderen Angaben bis zum 1. April 1948. James war auch Mitglied mehrerer Organisationen und Vereinigungen. Er starb am 27. Oktober 1965 in Indianapolis.